# Сомалийцы в Финляндии
Сомалийцы в Финляндии (фин. Suomen somalit, швед. Somalier i Finland) — этническая община Финляндии, представители которой имеют сомалийское происхождение. Численность общины — свыше 20 007 человек (2017), что составляет около 0,4 % населения страны. Родной язык — сомалийский.

## История
Первые беженцы из Сомали прибыли в Финляндию в начале 1990-х годов. С 1990 по 1995 количество сомалийцев в Финляндии стремительно выросло с 44 до 4044 человек. К 2008 году в Финляндии проживало 4919 граждан Сомали, однако сомалиязычных насчитывалось 10 647 человек. Также в 2008 году 595 сомалийцев получили гражданство Финляндии. Однако в 2009 году количество живущих в Финляндии граждан Сомали составляло уже 5570.
По состоянию на 2010 год безработица среди сомалийцев в Финляндии достигала более 50 % (среди финнов — 8,7 %, среди русскоязычных— 28 %).
10 сентября 2012 года Союз сомалийцев Финляндии призвал сограждан поддержать новоизбранного президента Сомали — Хасана Махмуда.
В сентябре 2012 года Комиссар Совета Европы по правам человека Нилс Муйжниекс в своём докладе отмечал, что Финляндия должна усилить борьбу с дискриминацией сомалийцев (также русскоязычных и цыган) в первую очередь в области трудоустройства.